# Austrothaumalea appendiculata
Austrothaumalea appendiculata är en tvåvingeart som beskrevs av Tonnoir 1927. Austrothaumalea appendiculata ingår i släktet Austrothaumalea och familjen mätarmyggor. Inga underarter finns listade.